# Le Cœur de Thomas
Vous lisez un « article de qualité » labellisé en 2020.
Le Cœur de Thomas (トーマの心臓, Tōma no shinzō) est un shōjo manga écrit et dessiné par Moto Hagio en 1974 et pré-publié dans le magazine Shūkan Shōjo Comic de Shōgakukan. Il est l'un des premiers exemples de manga shōnen'ai, un genre centré sur les relations intimes entre jeunes garçons et ancêtre du boys' love. L'autrice dessine par la suite deux courtes œuvres complémentaires : une préquelle et une suite.
Inspiré par les Bildungsromane — romans d'apprentissage, de formation — du romancier Hermann Hesse ainsi que par le film Les Amitiés particulières, il raconte le sacrifice d'un jeune garçon, Thomas, pour sauver le garçon qu'il aime d'un important traumatisme, qui le hante.
Le manga est devenu un classique des deux genres du shōjo et du boys' love manga. Il a ainsi inspiré de nombreuses œuvres, notamment des adaptations en film, en pièce de théâtre ou encore en roman. Il est aussi traduit et adapté en plusieurs langues, notamment en français par Ryōko Sekiguchi, Takanori Uno et Patrick Honnoré et publié par Kazé en 2012.

## Synopsis

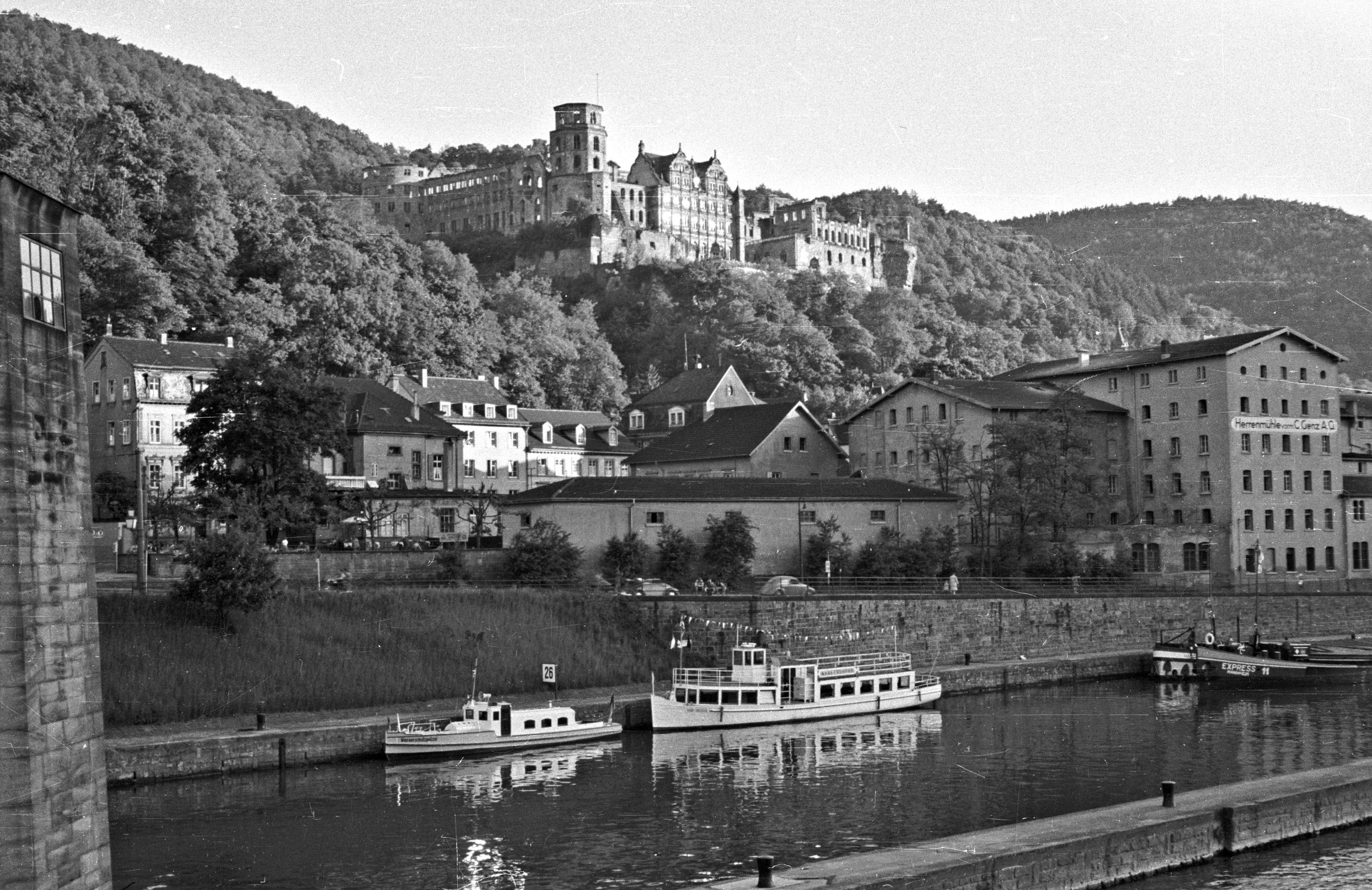
Heidelberg dans les années 1950 ; Oscar y emmène Éric et ils visitent ensemble un vieux fort romain.

Le Gymnasium Schlotterbetz (シュロッターベッツ・ギムナジウム) est un établissement scolaire situé dans la région de Nordbaden en Allemagne de l'Ouest, le long du Rhin entre les villes de Karlsruhe et de Heidelberg,. Lors du dernier samedi des vacances de Pâques, un jeune étudiant de Schlotterbetz et l'idole de l'établissement, Thomas, se suicide en se jetant du haut d'un pont.
Avant de mourir, Thomas envoie un courrier à Julusmole, élève studieux et délégué des élèves, pour qui il éprouve ouvertement des sentiments, malgré les rejets répétés de celui-ci. Dans sa lettre, Thomas explique qu'il lui offre son amour à travers ce sacrifice, en paraphrasant la ligature d'Isaac. Julusmole est choqué par cette lettre, et bien qu'il déclare ne pas la comprendre et considère l'amour que lui porte Thomas comme une farce, il sombre dans le tourment et la culpabilité. Son colocataire, Oscar, qui éprouve lui aussi des sentiments pour Julusmole, ne peut que surveiller son camarade à la santé mentale vacillante.
La situation empire lorsqu'un nouvel élève, Éric, qui ressemble grandement à Thomas, intègre Schlotterbetz. Éric possède un caractère sanguin et ne supporte pas d'être sans cesse comparé à Thomas, tandis que Julusmole voit en Éric le doppelgänger de celui-ci revenu d'entre les morts pour le hanter. La relation entre les deux est explosive et Julusmole manque à plusieurs reprises de tuer Éric. Oscar tente de calmer la situation et se lie d'amitié avec Éric, car les deux garçons partagent des problèmes familiaux.
Il est peu à peu révélé ce qui tourmente réellement Julusmole : bien avant que Thomas ne lui déclare son amour, il tombe amoureux de ce dernier, mais il se sent aussi attiré par un autre élève du Gymnasium, un certain Seyfried, un sataniste déclaré. Seyfried torture et probablement viole, Julusmole. Depuis ce jour, il se considère comme le « dernier des pécheurs », pense que ses ailes lui permettant d'accéder au paradis lui ont été arrachées et refuse ainsi toute forme d'affection car se considère indigne d'amour.
Éric puis Oscar parviennent à résoudre leurs problèmes familiaux. Ceci permet à Éric de s'ouvrir à Julusmole et de lui montrer l'exemple du pardon. Il arrive alors à faire la paix avec ses démons intérieurs et comprend enfin le sacrifice de Thomas : celui-ci avait compris que Julusmole avait besoin d'être pardonné et, par son suicide, lui offre ses ailes. Julusmole accepte alors l'amour de Thomas et décide d'intégrer un séminaire à Bonn pour devenir prêtre et ainsi communier avec le défunt Thomas.

## Personnages

### Personnages principaux

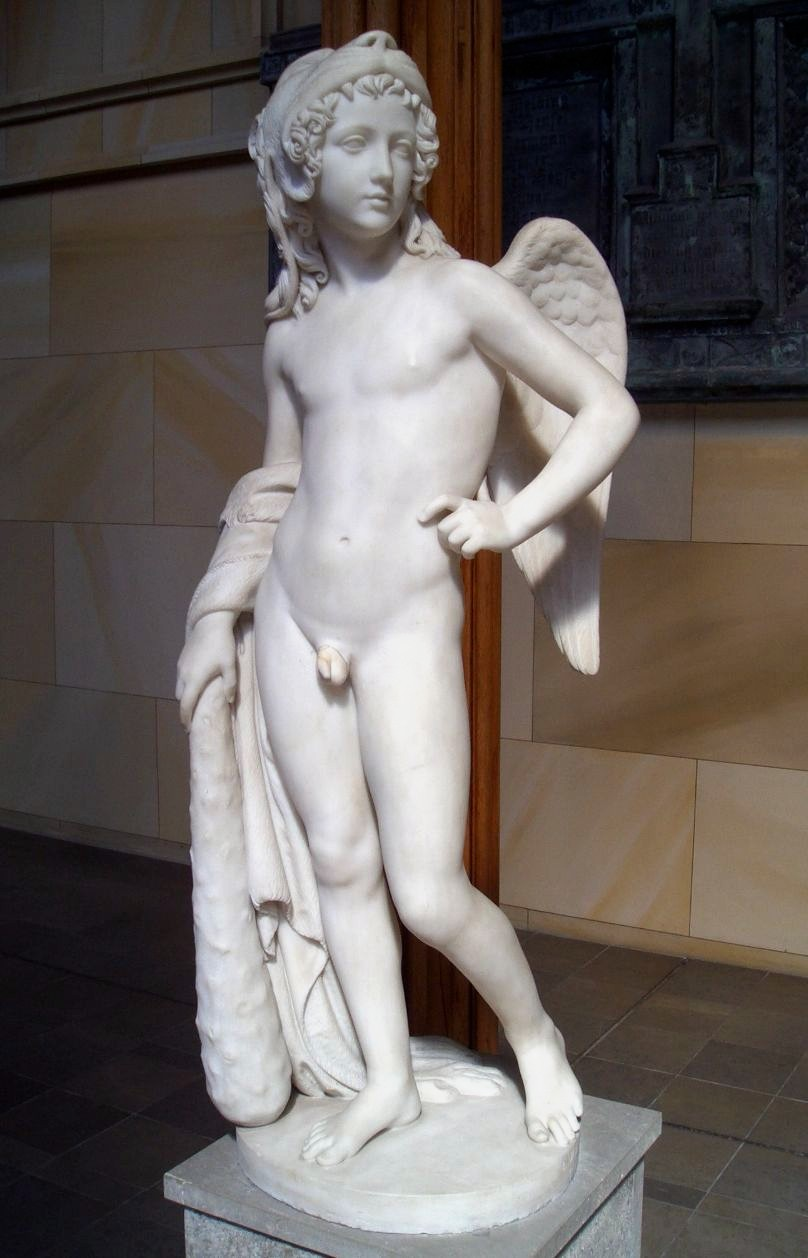
L'esprit de Thomas apparaît régulièrement auprès de Julusmole tel un dieu de l'amour, pour lui enseigner comment accepter l'amour d'autrui.
Éros, par Emil Wolff.

Thomas Werner (トーマ・ヴェルナー, Tōma Verunā)
Thomas est un jeune garçon de treize ans aimé par l'ensemble des élèves de Schlotterbetz. Il est dit qu'il est habité par Éros, le dieu de l'amour,, et il est surnommé Fräulein par ses camarades. Il aime de longue date Julusmole, mais lorsqu'il lui déclare enfin son amour, celui-ci le rejette violemment. Il découvre alors que Julusmole a « perdu ses ailes », et décide de se sacrifier pour lui offrir les siennes et ainsi devenir une partie de Julusmole.
Julusmole Bayhan (ユリスモール・バイハン, Yurisumōru Baihan)
Surnommé Juli (ユーリ, Yūri), Julusmole est un élève de Schlotterbetz âgé de quatorze ans. Sa mère est la fille d'une bonne famille allemande, quand son père est un homme grec. Sa grand-mère fait preuve de racisme à son égard à cause de ses cheveux noirs, aussi Juli décide d'incarner l'élève modèle pour la faire mentir. Il devient ainsi le meilleur élève de Schlotterbetz, ainsi que le délégué des élèves et le responsable de la bibliothèque de l'établissement. Il est originellement ouvert aux autres élèves et fidèle chrétien, mais les sévices qu'il subit aux mains de Seyfried le poussent à rejeter toute forme d'amour et à se comparer à Judas le traître.
Oscar Reiser (オスカー・ライザー, Osukā Raizā)
Oscar est le colocataire de Julusmole et est âgé de quinze ans. Fils illégitime de sa mère, il est après la mort de celle-ci placé au Gymnasium Schlotterbetz par son père. Oscar comprend bien vite que le proviseur du Gymnasium est son véritable père, mais n'ose le confronter à ce sujet. Il se lie rapidement d'amitié avec Julusmole, et se voit confier la surveillance de Juli après l'incident avec Seyfried. S'il comprend que quelque chose de grave est arrivé à son ami et remarque les marques de sévices corporels, il ne connaît pas les détails exacts. Lorsque le proviseur manque de mourir d'une crise cardiaque, Oscar décide enfin de lui faire face.
Éric Frühling (エーリク・フリューリンク, Ēriku Furyūrinku)
Il intègre Schlotterbetz quelques jours après la mort de Thomas. Âgé de quatorze ans, il vient de Cologne et est atteint d'une légère névrose due à un complexe d'Œdipe non résolu : il aime profondément sa mère, Marie, qui ne cesse de chercher de nouveaux amants. Éric va jusqu'à s'auto-stranguler pour détourner l'attention de sa mère de ceux-ci. Lorsque le dernier en date, Juli Cid Schwarz, parle de mariage, Éric s'emporte et Marie décide de l'envoyer à Schlotterbetz. Lorsque survient la mort de Marie dans un accident de voiture avec son amant, Éric est profondément choqué. Il choisit par la suite Juli comme père adoptif, afin qu’ils puissent tous deux aimer le souvenir de Marie.

### Personnages secondaires
Ante Lohe (アンテ・ローエ, Ante Rōhe)
Camarade de classe et ami de Thomas. Il est amoureux d'Oscar et est jaloux de Julusmole, qui fréquente continuellement Oscar. Aussi il encourage Thomas à déclarer ses sentiments à Juli.
Seyfried Gast (サイフリート・ガスト, Seifuriito Gasuto)
Seyfried est un ancien élève de Schlotterbetz. Il est réputé pour son intelligence mais aussi sa débauche : il se déclare comme étant plus grand que Dieu. Lorsque Julusmole vient à lui, Seyfried le torture et abuse de lui. Il est exclu de l'établissement après ce méfait.
Juli Cid Schwarz (ユーリ・シド・シュヴァルツ, Yūri Shido Shuvarutsu)
Dernier amant en date de Marie, la mère d'Éric. Lorsqu'il décide d'épouser Marie, il provoque le départ d'Éric pour Schlotterbetz.
Gustav Reiser (グスターフ・ライザー, Gusutāfu Raizā)
Père légal d'Oscar. Lorsqu'il découvre qu'Oscar n'est pas son véritable enfant, il tue sa femme, puis part en voyage avec Oscar pendant plus d'un an. Le voyage terminé, il confie son fils à Schlotterbetz avant de s'en aller pour l'Amérique du Sud.
Müller (ミュラー, Murā)
Il est le proviseur de Schlotterbetz. Ancien ami de Gustav, il est aussi le père biologique d'Oscar. Si Oscar est un élève difficile, il reçoit un traitement de faveur de la part de Müller.

## Genèse de l'œuvre

### Contexte de création
En 1970, Moto Hagio n'a commencé sa carrière de mangaka que depuis un an et n'a publié que des histoires courtes de quelques dizaines de pages dans le magazine de shōjo manga Nakayoshi, édité par Kōdansha. Elle n'est pas en phase avec la ligne éditoriale du magazine et a des difficultés pour se faire publier. À cette époque le shōjo manga est en pleine expansion et transformation : lors des années 1960, il gagne ses propres codes esthétiques qui lui permettent de se différencier du shōnen manga, et le début des années 1970 voit l'apparition d'histoires plus complexes, qui n'hésitent plus à parler de politique ou de sexualité.
Un collectif d'autrices de nouvelle génération, le Groupe de l'an 24 — dont Hagio fait partie — incarne ce changement : grâce aux efforts du groupe, les barrières éditoriales tombent petit à petit pour les nouvelles autrices telles que Hagio. Notamment Keiko Takemiya publie Sunroom nite (サンルームにて, Sanrūmum nite) en décembre 1970 après avoir réussi à passer en force auprès de ses éditeurs des protagonistes masculins, ce qui est à l'époque encore inhabituel pour du shōjo manga. Ce manga est le premier d'un genre nouveau, le shōnen'ai, l'ancêtre du boys' love. Puis en janvier 1971 Yumiko Ōshima publie Tanjō! (誕生!), qui choque l'opinion car l'œuvre aborde le sujet de l'avortement encore tabou. Enfin en mai 1972 commence la pré-publication de La Rose de Versailles (ベルサイユのばら, Berusaiyu no bara) par Riyoko Ikeda, un manga sur la Révolution française qui devient le premier grand succès commercial du shōjo manga.
De son côté, comme Hagio ne peut pas encore publier de série, elle commence à pré-publier Poe no ichizoku (ポーの一族, Pō no Ichizoku), une collection d'histoires courtes indépendantes mais reliées les unes aux autres par des personnages récurrents, ce qui correspond in fine à la première série de la mangaka.

### Inspiration et prototype

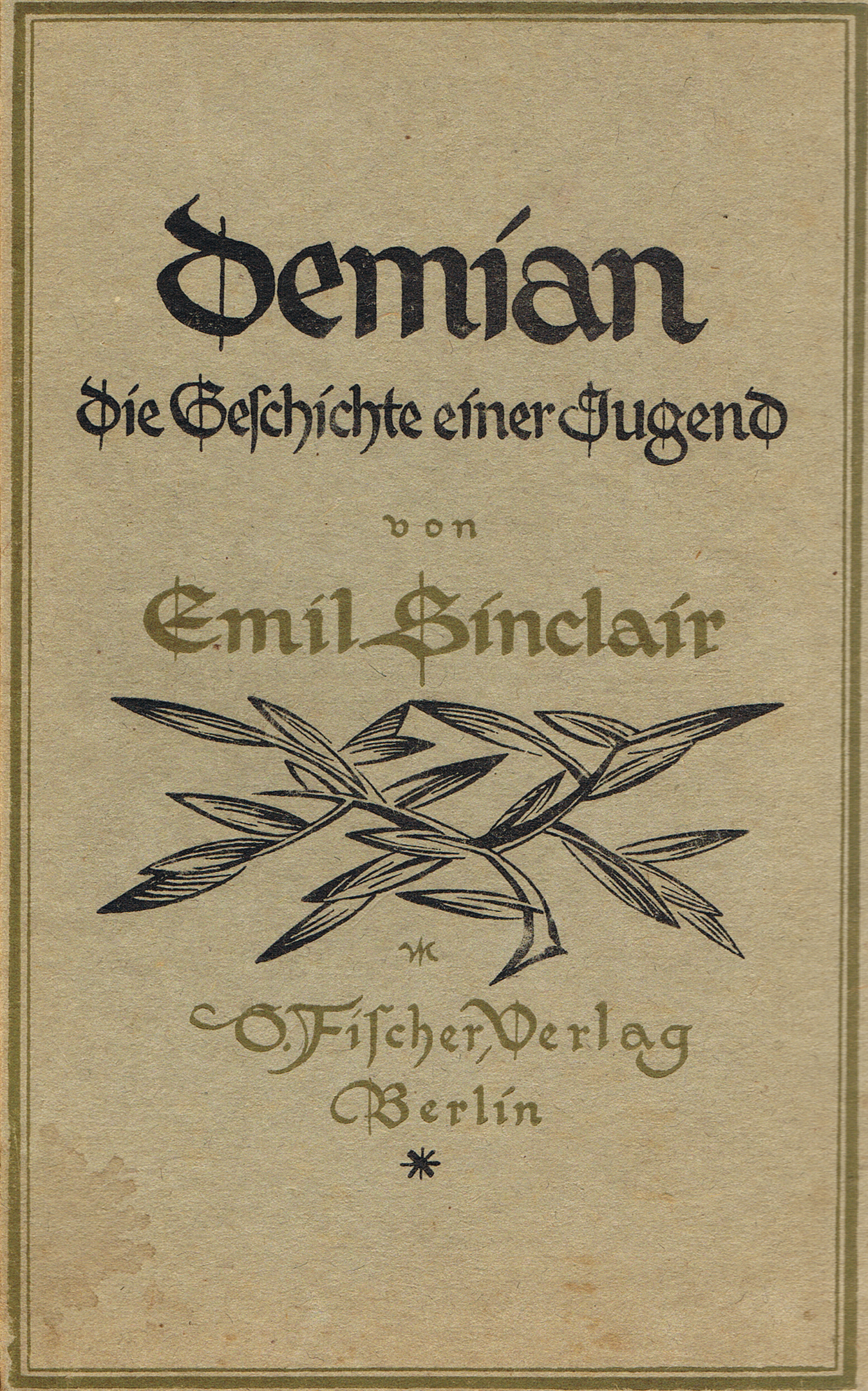
Bien que Le Cœur de Thomas reprenne de nombreux éléments de L'Ornière, Hagio cite plutôt Demian comme inspiration principale.

En 1970, Moto Hagio se lie d'amitié avec Norie Masuyama puis avec la mangaka Keiko Takemiya. Masuyama décide d'aider les deux mangakas dans leur carrière en leur recommandant lectures, musiques et films. Elle les introduit notamment aux œuvres du romancier Hermann Hesse : L'Ornière, Demian et Narcisse et Goldmund. Ces romans laissent une grande impression sur Takemiya et Hagio,.
Lors de l'été 1970, les deux mangakas vont voir le film Les Amitiés particulières qui met en scène l'amour tragique entre deux jeunes garçons dans un pensionnat français. Le film marque les deux femmes et leur inspire un manga chacune. Takemiya conçoit rapidement Sunroom nite. Hagio quant à elle commence à travailler sur Le Cœur de Thomas, qu'elle ne compte pas publier ; inspirée par le film mais aussi par les romans de Hesse, particulièrement L'Ornière et Demian, elle reprend notamment leur structure narrative de Bildungsroman.
En 1971, Hagio a changé de maison d'édition de Kōdansha pour Shōgakukan où elle gagne en liberté éditoriale, et avec les transformations du shōjo manga, elle décide de tenter de publier une version courte du Cœur de Thomas. La mangaka décide d'abord de changer les protagonistes masculins en personnages féminins, mais elle n'est pas satisfaite du résultat et reprend son idée de base avec des jeunes garçons comme protagonistes. Ainsi l'histoire courte Le Pensionnat de novembre est publiée dans le magazine Bessatsu Shōjo Comic en novembre 1971. Le Pensionnat de novembre raconte l'histoire d'amour entre Éric et Thomas et se termine par la mort de ce dernier. Le personnage d'Oscar apparaît aussi dans l'histoire.
Le Pensionnat de novembre n'est pas la première apparition du personnage d'Oscar : il était déjà apparu dans le manga Hanayome o hirotta otoko (花嫁をひろった男) publié en avril 1971. Le personnage rencontre en effet un certain succès auprès du lectorat et Hagio décide d'en faire un personnage récurrent. Il apparaît ensuite dans 3-gatsu usagi ga shūdan de (3月ウサギが集団で) en avril 1972 et dans Minna de ocha o (みんなでお茶を) en avril 1974.

### Pré-publication
En 1974 un éditeur de l'hebdomadaire Shūkan Shōjo Comic est enthousiasmé par La Rose de Versailles. Il demande à Hagio de dessiner un manga similaire, une longue histoire complexe, et lui propose deux à trois ans de pré-publication dans le magazine. La mangaka avait déjà dessiné environ deux cents pages pour Le Cœur de Thomas et décide de le proposer. L'éditeur accepte et fait publier le premier chapitre le 5 mai 1974. Mais ce premier chapitre est très mal reçu par le lectorat, aussi l'éditeur demande abruptement à Hagio de clore l'histoire en quatre ou cinq semaines. Hagio parvient cependant à négocier avec lui pour obtenir un mois de pré-publication ; si la réception était toujours aussi mauvaise, elle accepterait alors de terminer l'histoire prématurément.
Le 1er juin Shōgakukan publie le premier volume relié de Poe no ichizoku. 30 000 exemplaires sont écoulés en l'espace de trois jours, ce qui en fait à l'époque la meilleure vente pour un shōjo manga. Shōgakukan encourage Hagio à abandonner Le Cœur de Thomas pour se concentrer sur Poe no ichizoku, mais elle insiste pour continuer. Le succès de Poe no ichizoku a attiré l'attention sur Le Cœur de Thomas et bien vite la popularité du manga augmente pour atteindre à la fin de l'été 1974 la 5e place au classement de Shūkan Shōjo Comic.
Assistée par Yukiko Kai, Moto Hagio continue la pré-publication du Cœur de Thomas. Le manga se termine le 22 décembre 1974 après 33 chapitres publiés toutes les semaines dans le Shūkan Shōjo Comic. À l'époque, les planches originales ne restent pas forcément la propriété de l'artiste ; pour Le Cœur de Thomas notamment, les planches originales des frontispices des différents chapitres sont ainsi distribuées au lectorat du magazine comme récompenses de concours. Pour préparer les 50 ans de carrière de l'autrice qui ont lieu en 2019, une partie des frontispices originaux sont récupérés par Shōgakukan grâce à une campagne menée dans le magazine de manga Monthly Flowers.

### Éditions
La pré-publication en magazine terminée, Shōgakukan compile les chapitres du Cœur de Thomas en trois volumes publiés en janvier, avril et juin 1975, qui sont respectivement les numéros 41, 42 et 43 de la collection Flower Comics (フラワーコミックス, Furawā Komikkusu),,. Le manga est par la suite régulièrement réédité par Shōgakukan.
Le manga ne sera publié en Occident qu'à partir des années 2010. La version française est traduite par Ryōko Sekiguchi et Takanori Uno et adaptée par Patrick Honnoré. Elle est publiée en un volume en 2012 sous le titre Le Cœur de Thomas par la maison d'édition Kazé dans sa collection Kazé classic. La même année paraît la première édition anglophone, traduite par l'universitaire Rachel Matt Thorn et publiée sous le titre The Heart of Thomas par la maison d'édition Fantagraphics Books.

## Œuvres complémentaires
Kohan nite - Erik jūyon to hanbun no toshi no natsu (湖畔にて―エーリク　十四と半分の年の夏)
Cette histoire illustrée est une suite directe au Cœur de Thomas. Elle raconte les vacances d'été d'Éric avec son père adoptif Juli dans une maison au bord du Lac de Constance, alors que Julusmole a intégré le séminaire à Bonn, et qu'Oscar rend visite à Éric. L'histoire est publiée en 1976 dans le livre d'illustration et de poésie Strawberry Fields (ストロベリー・フィールズ, Sutoroberii Fiiruzu), Shinshokan.
Hōmonsha (訪問者)
Ce manga est une préquelle au Cœur de Thomas. Il raconte l'histoire d'Oscar avant qu'il n'intègre Schlotterbetz, lors d'un voyage avec Gustav, puis sa rencontre avec Julusmole lorsqu'il intègre le Gymnasium. Le manga est pré-publié en 1980 dans le numéro de printemps du magazine Petit Flower.
Le Pensionnat de novembre (11月のギムナジウム, 11-gatsu no Gymnasium)
Ce manga est une sorte de prototype du Cœur de Thomas. Il raconte l'histoire d'amour entre Éric et Thomas et se termine par la mort de ce dernier. S'il partage avec Le Cœur de Thomas des personnages et un même environnement, il ne s'agit pas d'une version courte, mais bien d'une histoire différente qui explore d'autres thèmes. Le manga est pré-publié en 1971 dans le numéro de novembre du magazine Bessatsu Shōjo Comic. Il est traduit en français en 2013 par Glénat et publié dans le livre Moto Hagio : anthologie.

## Analyse de l'œuvre

### Grammaire visuelle
Dans cette œuvre, Hagio utilise de nombreuses techniques visuelles développées dans le shōjo manga lors des deux précédentes décennies. L’universitaire Deborah Shamoon note un usage important du monologue intérieur, des cases ouvertes, de la superposition des éléments visuels, des images symboliques et des fonds émotionnels. Ces techniques servent à renforcer la profondeur émotionnelle de l'œuvre et donnent un effet tridimensionnel et « anarchique » à la planche.
Bill Randall compare le style du manga au courant de conscience de la littérature. Cette forme littéraire utilise le monologue intérieur pour exprimer les diverses pensées et émotions qui traversent l'esprit du narrateur. Dans Le Cœur de Thomas les monologues intérieurs des protagonistes sont rédigés en dehors des phylactères ; les phrases sont fragmentées et éparpillées sur l'ensemble de la planche, ce qui selon Shamoon les rapproche de la poésie, et elle les compare au style d'écriture de Nobuko Yoshiya. Ces monologues sont accompagnés d'images, de motifs ou de fonds émotionnels, qui au choix débordent des cases ou se superposent pour former une nouvelle composition ; cela permet de donner du poids aux émotions qui sinon n'auraient pas de présence visuelle.
Ces compositions peuvent s'étendre sur l'ensemble de la planche et sont qualifiées par Shamoon de « stase mélodramatique » : l'action s'arrête et les monologues et images permettent d'exprimer le pathos des protagonistes. Randall considère qu'elles permettent d'accéder le plus directement possible aux émotions et « d'approcher l'instant », cela permet d'éviter d'analyser froidement ces émotions et de toucher les lecteurs les plus sensibles.

### Les garçons comme alter ego des filles

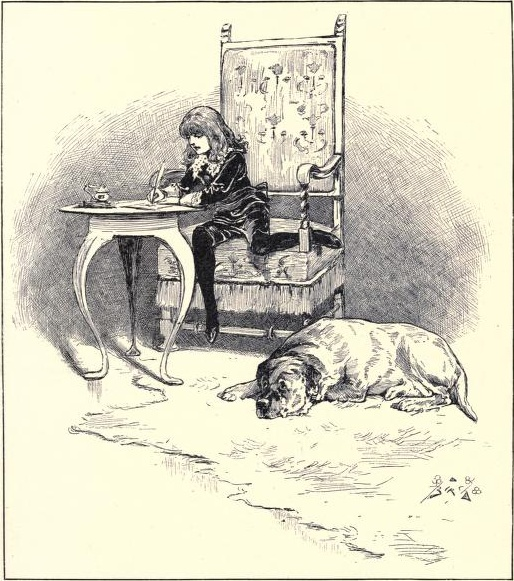
Kaoru Tamura compare les garçons du Cœur de Thomas au Petit Lord Fauntleroy de Frances Hodgson Burnett (traduit en japonais par Wakamatsu Shizuko), notamment pour leur caractère androgyne. Il n'est pas certain que Hagio ait lu cette œuvre, mais Tamura juge cela extrêmement probable considérant les similarités esthétiques.

Les garçons qui servent de protagonistes dans Le Cœur de Thomas, et plus largement dans les autres œuvres de Moto Hagio, sont généralement perçus par les analystes comme des filles dans des corps masculins, ce que confirme la mangaka. Lors de la conception du prototype du manga, Le Pensionnat de novembre, Moto Hagio avait d'abord créé une histoire dans une école pour filles, mais a jugé cet environnement trop restrictif, comme si elle était « contrainte par le mauvais sort d'une sorcière », tandis que le « monde inconnu » d'une école pour garçons lui offre plus de liberté.
Traditionnellement, dans le manga, la forme du visage et des yeux sert à marquer l'âge, le genre et le sexe des personnages : plus un personnage est jeune ou féminin, plus il aura des yeux et un visage ronds. Les étudiants du Gymnasium Schlotterbetz ont ainsi la même forme d'yeux et de visage que ceux des rares jeunes filles qui apparaissent dans le manga, telle la sœur de Julusmole. Seuls les vêtements et la coupe de cheveux permettent de distinguer visuellement les garçons des filles. L'unique exception provient du personnage de Seyfried, qui possède l'ensemble des marqueurs physiques masculins. Ainsi il apparaît visuellement comme le seul « homme » dans un monde de « filles », comme un intrus. À partir de ce point de vue, l'histoire du manga apparaît comme celle du traumatisme d'une fille après avoir été violée, et celle de sa guérison psychologique, notamment grâce à l'amour que lui communiquent d'autres filles.
Le choix d'utiliser des protagonistes masculins pour raconter une telle histoire fait par contre débat au sein des analyses. Midori Matsui analyse cela au prisme de la psychanalyse et arrive à la conclusion que Hagio, pour se libérer des contraintes du patriarcat, rejette toute forme de féminité, voire de différenciation sexuelle. James Welker et Akiko Mizoguchi suggèrent que Hagio aurait été victime de la « panique lesbienne », qu'elle aurait été mal à l'aise de représenter ouvertement une relation lesbienne. Welker s'appuie notamment sur le fait que les mangas tels que Le Cœur de Thomas ont joué un rôle central dans la constitution d'une communauté lesbienne au Japon, et que Moto Hagio a utilisé l'adjectif iyarashii (嫌らしい, 1. déplaisant ; 2. obscène) pour qualifier la version féminine du Pensionnat de novembre. Deborah Shamoon considère quant à elle que les relations intimes entre personnages féminins étaient communes dans les shōjo mangas depuis les années 1950 au travers du genre du esu, et pense que les mots de Hagio signifient qu'elle considérait que son histoire était sclérosée par les conventions du genre.

### Usage du christianisme

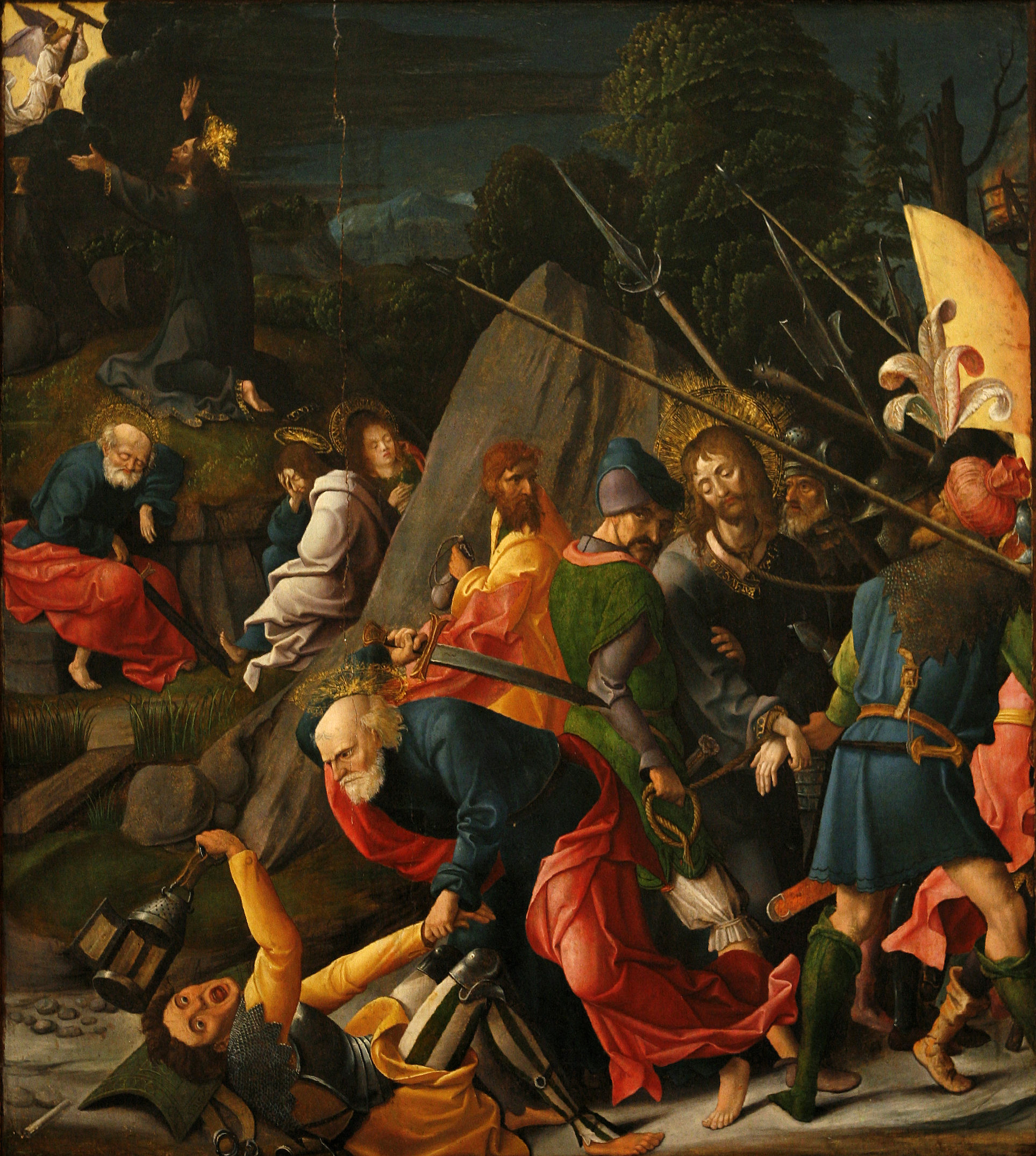
La trahison de Judas fait partie des scènes bibliques référencées par le manga.
L'arrestation du Christ, par Grégoire Guérard.

Prenant place dans un Gymnasium, le manga possède un fort style gothique avec un usage extrêmement important de figures angéliques et des références à des histoires bibliques. Ce style est principalement influencé par les sources d'inspiration du manga comme Demian, Les Amitiés particulières ou encore, supposément, Le Petit Lord Fauntleroy. Pour autant Moto Hagio n'est ni chrétienne ni monothéiste et n'a donc pas forcément une connaissance approfondie des concepts chrétiens, qu'elle interprète plutôt à l'aune de la culture animiste et polythéiste japonaise teintée par le shintoïsme et le bouddhisme.
Ainsi, après son suicide, Thomas libère le dieu de l'amour qui l'habitait, Éros, et qui apparaît régulièrement dans l'histoire tel un ange. Ce dieu se manifeste dans les airs ou dans le paysage ou vient posséder momentanément un personnage. Si divers anges, dont Gabriel, apparaissent régulièrement sur les planches du manga, des déesses, dont une des Moires, apparaissent elles aussi. Enfin lorsque Julusmole intègre le séminaire, il le fait non par puritanisme, mais au contraire pour vivre son amour spirituel avec Thomas qui a rejoint les autres dieux dans leur demeure céleste, ce qui fait référence aux conventions du genre esu, traditionnellement situé dans des établissements chrétiens.

### Amour spirituel

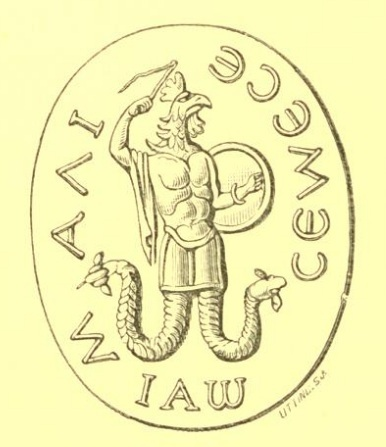
Abraxas, divinité gnostique que Hesse emprunte à Carl Jung, offre un paysage intérieur capable de résoudre les conflits. Cette possibilité de rédemption fascine Hagio et elle la retranscrit dans Le Cœur de Thomas.

Moto Hagio, depuis son enfance et du fait de sa situation familiale difficile, se questionne sur le sens de la vie, de son existence. La lecture des romans de Hermann Hesse lui donne un début de réponse : elle explique que ces livres lui faisaient comprendre qu'elle avait « le droit d'exister, d'écrire et de [s]'exprimer ». Elle adopte notamment le concept de Hesse à propos de la renaissance au travers de la destruction, mais en renversant la chronologie des événements.
Dans Demian, ce concept est décrit par une métaphore : « L'oiseau cherche à se dégager de l'œuf. L'œuf est le monde. Celui qui veut naître doit détruire un monde. L'oiseau prend son vol vers Dieu. Ce Dieu se nomme Abraxas », et s'incarne à la fin de l'histoire par la renaissance du protagoniste, Sinclair, lors de l'apocalypse de la Première Guerre mondiale. Dans Le Cœur de Thomas la renaissance au travers de la destruction se situe au contraire au début de l'histoire, où Thomas se suicide pour renaître sous la forme du dieu de l'amour.
Selon le critique de manga Jun Aniwa, ce suicide n'est pas un acte égoïste dans le but de gagner l'amour de Julusmole, il permet au contraire d'atteindre l'éternité et de sublimer la vie comme quelque chose de sacré, qui gagne son sens au travers de l'amour partagé entre des individus « transparents » — purs et innocents —, un amour élémentaire et spirituel, éloigné du désir et de la jalousie.
Julusmole n'est quant à lui plus transparent à cause des sévices qu'il a subi aux mains de Seyfried, qui lui a notamment laissé une marque de brûlure de cigarette, telle la marque de Caïn mentionnée dans Demian, et qui représente le « sceau de sa déchéance ». Mais le sacrifice de Thomas lui fait finalement comprendre que malgré cette marque, il a le droit d'être aimé, que l'amour élémentaire et spirituel de Thomas pardonne absolument tout.

## Postérité
Le Cœur de Thomas est devenu un classique du shōjo manga et exerce donc une forte influence sur les œuvres qui lui succèdent. Le journaliste de The Comics Journal Bill Randall explique ainsi que de nombreux codes visuels de l'œuvre — comme les ailes d'ange ou les pétales de fleur — sont devenus depuis des standards du genre, quand l'universitaire Deborah Shamoon insiste sur les monologues intérieurs qui sont depuis devenus le principal marqueur discriminant entre le shōjo et les autres types de manga. Shamoon ajoute aussi que Le Cœur de Thomas est un manga qui marque la transition dans le shōjo manga entre les titres tels que Paris-Tokyo de Macoto Takahashi, centrés sur l'amour familial, encore majoritaires à l'époque, et ceux centrés sur l'amour romantique qui sont par la suite devenu la norme.
En tant que l'un des premiers mangas du genre, l'influence est aussi notable sur le boys' love : dans son enquête auprès des auteurs de BL, le sociologue Kazuko Suzuki note que Le Cœur de Thomas est le deuxième manga déclaré comme représentatif du sous-genre historique du shōnen'ai derrière Kaze to ki no uta de Keiko Takemiya et devant Mari to Shingo de Toshie Kihara.
L'œuvre suscite un fort intérêt universitaire : lors des années 2010 il était ainsi l'un des mangas les plus étudiés et analysés par les universitaires occidentaux, bien que Shamoon regrette que la plupart de ces analyses soient faites sous l'angle gay et lesbien contemporain en délaissant d'autres aspects, tels que l'amour spirituel, et les trouve donc « improductives ».

## Adaptations

### Au cinéma
Le film 1999-nen no natsu yasumi (1999年の夏休み) est une adaptation libre du Cœur de Thomas, diffusé au cinéma en 1988. Il est réalisé par Shūsuke Kaneko et scénarisé par Rio Kishida. Kaneko considère qu'un manga comme Le Cœur de Thomas ne cherche pas à être réaliste et décide donc de rejeter le réalisme pour son adaptation. Ainsi le film raconte l'histoire de quatre garçons qui vivent seuls et isolés dans un pensionnat hors du temps au style rétrofuturiste, les quatre garçons sont par ailleurs joués par des actrices travesties, elles-mêmes doublées par des seiyū afin de créer une dissonance.
Rio Kishida adapte par la suite le film en roman, publié en 1992 par Kadokawa Shoten.

### Au théâtre
Le Cœur de Thomas est adapté en 1996 pour le théâtre par Jun Kurata, metteuse en scène et directrice de la compagnie de théâtre Studio Life. Cette adaptation marque un tournant pour la compagnie théâtrale : elle devient exclusivement masculine, intègre le mouvement shingeki et change son répertoire pour des pièces qualifiées de tanbi, un mouvement culturel dont les mangas shōnen'ai comme Le Cœur de Thomas font partie. Le Cœur de Thomas devient alors la principale pièce de la compagnie et est ainsi régulièrement représentée. La préquelle de l'œuvre, Hōmonsha fait aussi partie des pièces représentées par Studio Life.

### En littérature
À la fin des années 1990, la romancière Riku Onda décide d'adapter Le Cœur de Thomas, mais elle dévie bien vite d'une adaptation pour finalement en faire une œuvre originale nommée Neverland (ネバーランド), pré-publiée entre mai 1998 et novembre 1999 dans la revue Shōsetsu Subaru (小説すばる).
Plus proche du manga original, le romancier Hiroshi Mori connu pour se déclarer « fan de Moto Hagio » décide d'adapter le manga, en changeant le point de vue pour adopter celui d'Oscar. Il est publié le 31 juillet 2009 par la maison d'édition Media Factory sous le titre de Tōma no shinzō - Lost heart for Thoma (トーマの心臓 - Lost heart for Thoma). Moto Hagio illustre la couverture ainsi que le frontispice du livre tandis que des phrases du manga original sont insérées dans le roman comme épigraphes des chapitres.

### Note
1. ↑  Le genre shōnen'ai est souvent confondu ou fusionné avec le boys' love dans les sources modernes, mais historiquement il s’en distingue, surtout avant les années 1990.

#### Éditions du manga
- [Hagio 2012] Moto Hagio (trad. du japonais par Ryōko Sekiguchi & Takanori Uno & Patrick Honnoré), Le cœur de Thomas [« トーマの心臓 »], Paris, Kazé, coll. « Kazé classic »,‎ 2012, 455 p. (ISBN 978-2-8203-0534-3, BNF 43540283).
- [Thorn 2012] (en) Moto Hagio (trad. Rachel Matt Thorn, préf. Rachel Matt Thorn), Heart of Thomas, Seattle, Fantagraphics Books, 2012, 480 p. (ISBN 978-1-60699-551-8, OCLC 980787668).

#### Artbooks
- [Hagio 2019] (ja) Moto Hagio, « 『トーマの心臓』の世界 », dans デビュー50周年記念『ポーの一族』と萩尾望都の世界, Tokyo, Shōgakukan,‎ 2019 (ISBN 978-4-09-199063-1).
- [Hagio 2020] (ja) Moto Hagio, 萩尾望都 作画のひみつ, Shinchōsha,‎ 2020 (ISBN 978-4-10-602293-7).

#### Livres et articles
- [Matsui 1993] (en) Midori Matsui, « Little girls were little boys : Displaced femininity in the representation of homosexuality in Japanese girls' comics », dans Feminism and the Politics of Difference, Routledge, 1993 (ISBN 978-0-429-69076-1)
- [Welker 2006] (en) James Welker, « Beautiful, Borrowed, and Bent: “Boys’ Love” as Girls’ Love in Shōjo Manga », Signs, University of Chicago Press, vol. 31, no 3 « New Feminist Theories of Visual Culture »,‎ 2006, p. 841-870 (DOI 10.1086/498987).
- [Shamoon 2012] (en) Deborah Shamoon, « The Revolution in 1970s Shōjo Manga », dans Passionate Friendship : The Aesthetics of Girl's Culture in Japan, Université d'Hawaï, 2012 (ISBN 978-0-82483-542-2).
- [Hori 2013] (en) Hikari Hori, « Tezuka, Shōjo Manga, and Hagio Moto », Mechademia, University of Minnesota Press, vol. 8 « Tezuka’s Manga Life »,‎ 2013, p. 299-311 (DOI 10.1353/mec.2013.0012).
- [Anan 2016] (en) Nobuko Anan, « Girlie Sexuality : When Flat Girls Become Three-Dimensional », dans Contemporary Japanese Women's Theatre and Visual Arts : Performing Girls' Aesthetics, Palgrave Macmillan, coll. « Contemporary Performance InterActions », 2016 (ISBN 978-1-349-55706-6).
- [Tamura 2019] (en) Kaoru Tamura, When a Woman Betrays the Nation : an Analysis of Moto Hagio’s The Heart of Thomas, Arts & Sciences Electronic Theses and Dissertations, 2019 (lire en ligne).
- [Nakagawa 2019-11] (ja) Yūsuke Nakagawa, « 「COM」の終焉と「美少年マンガ」の登場 », 幻冬舎 plus, Gentōsha, オトコ・マンガ／オンナ・マンガの世界,‎ 15 octobre 2019, article no 11 (lire en ligne, consulté le 17 mai 2020).
- [Nakagawa 2019-13] (ja) Yūsuke Nakagawa, « 新書判コミックスで変わる、マンガの読み方 », 幻冬舎 plus, Gentōsha, オトコ・マンガ／オンナ・マンガの世界,‎ 29 octobre 2019, article no 13 (lire en ligne, consulté le 17 mai 2020).

#### Critiques
- [Randall 2003] (en) Bill Randall, « Three By Moto Hagio », The Comics Journal, Fantagraphics Books, no 252,‎ mai 2003 (lire en ligne).
- [Berlatsky 2013] (en) Noah Berlatsky, « The Gay Teen-Boy Romance Comic Beloved by Women in Japan : Moto Hagio's Heart of Thomas series markets a male homosexual love story to women—and it works. », sur The Atlantic, 2 janvier 2013 (consulté le 6 août 2020).
- [Pigeat 2013] Aurélien Pigeat, « Rattrapage estival : Le Coeur de Thomas, chef-d’oeuvre de Moto Hagio », sur ActuaBD, 17 août 2013 (consulté le 1er juin 2020)
- [Welker 2015] (en) James Welker, « Review of The Heart of Thomas [Tōma no shinzō]. By Hagio Moto. Trans. Matt Thorn. », Mechademia, University of Minnesota Press,‎ 2015 (lire en ligne).
- [Fasulo 2020] Fausto Fasulo, « Le Cœur de Thomas », Atom, no 13,‎ 2020, p. 51 (ISSN 2552-9900).